# Dinastía Wangchuck
La dinastía Wangchuck de Bután ha gobernado desde que el reino fue unificado en 1907. Antes de la unificación, la familia Wangchuck había gobernado el distrito de Trongsa y el Rey de Bután (oficialmente el "Druk Gyalpo" o Rey Dragón) todavía es considerado como el Penlop de Trongsa. Además de esto, la fortaleza Trongsa Dzong, sigue estando considerada como la sede del poder de la dinastía Wangchuck.

## Reyes de la dinastía Wangchuck
Ha habido cinco reyes Wangchuck de Bután, a saber:
- Ugyen Wangchuck (1861-1926) "primer rey"; reinó del 17 de diciembre de 1907 al 26 de agosto de 1926.
- Jigme Wangchuck (1905-1952) "segundo rey"; reinó del 26 de agosto de 1926 al 30 de marzo de 1952.
- Jigme Dorji Wangchuck (1929-1972) "tercer rey"; reinó del 30 de marzo de 1952 al 21 de julio de 1972.
- Jigme Singye Wangchuck (1955) "cuarto rey"; reinó del 21 de julio de 1972 al 14 de diciembre de 2006.
- Jigme Khesar Namgyel Wangchuck (1980) "quinto rey"; reinando desde el 14 de diciembre de 2006 hasta la actualidad.